# Fabio
Fabio es un nombre propio de chico de origen latino  relacionado con la variante del español Fabián, al  francés Fabien, al italiano Fabiano, o al inglés y alemán Fabian, entre otros. La versión en portugués del nombre se escribe Fábio, con el acento sobre la "a" (para resaltar la pronunciación de la "a" al ser una palabra esdrújula en ese idioma). Fabio es un nombre muy arraigado en los países del mediterráneo, específicamente España, Portugal e Italia. También tiene largo arraigo en Hispanoamérica tanto como nombre y como apellido. Sus versiones femeninas son Fabia, Fabiana y Fabiola. Su manera primitiva proviene de la familia latina Fabius, que significa literalmente cosechador de habas, también interpretado simplemente como campesino.
Fabio como apellido tiene tanto origen itálico como hispánico, pudiendo presentarse incluso de modo plural (Fabios en España y Portugal).
El mayor número de personas nombradas o apellidadas Fabio en todas sus variantes están en los países de América Latina.
El santoral de este nombre es el día 31 de julio, Fabio de Mauritania.
El mártir y santo católico San Fabio de Mauritania, vivió en el siglo IV y era oriundo de los dominios romanos, posiblemente del sur de la Hispania o el norte de África.
En territorios de la Mauritania Romana se negó a portar un estandarte protocolar pagano y fue ejecutado.
Sus seguidores escondieron su cuerpo que hoy se conserva parcialmente.
Desde aquellos hechos, Fabio de Mauritania fue mártir católico y finalmente santo, por lo cual su nombre pasó a ser de significación para toda la comunidad católica hispanolatina.
El diminutivo para Fabio es Fabito o Fabi. Este último, también aplicable a su versión femenina. Un aumentativo también aceptado es Fabo.
Sus variantes principales son Fabián y Fabiano.
Otra variante del nombre es Favio, igual con sus diminutivos y versiones femeninas.